# Gene Williams
Eugene James Williams, detto Gene (San Francisco, 1º aprile 1947), è un ex cestista statunitense, professionista nella ABA.

## Carriera
Venne selezionato dai Phoenix Suns al secondo giro del Draft NBA 1969 (24ª scelta assoluta).
Disputò una partita con i Kentucky Colonels nella stagione ABA 1969-70.